# Fortín Boquerón
El Fortín Boquerón fue un fortín paraguayo ubicado en el actual Departamento de Boquerón, muy cerca de la frontera con el departamento de Presidente Hayes en el Chaco Boreal, cuya recuperación por parte del ejército paraguayo dio inicio, el 9 de septiembre de 1932, a la guerra del Chaco (1932-1935).

## Ocupación del fortín y batalla de Boquerón

### Ocupación boliviana del fortín
A fines de julio de 1932, fuerzas militares bolivianas ocuparon, en represalia por la acción paraguaya en la laguna Pitiantuta, los fortines Toledo, Corrales y Boquerón.
El 31 de julio, al ocupar Boquerón, las fuerzas bolivianas cayeron en una emboscada preparada con mucha antelación por el teniente Heriberto Florentín que produjo la muerte de su comandante, el coronel Luis Emilio Aguirre, oficiales y soldados: 

“Nadie se preocupaba por explorar o reconocer los alrededores fuera de la patrulla [boliviana] que siguió a los que huían hacia Isla-Poí [...] una multitud abirragada se había congregado en la placita, atronando con sus cantos, vítores y hurras [...] Mientras tanto de nuestro lado la expectativa era enorme [...] Cada soldado, cada tirador, embelezado y perplejo ante semejante cuadro no atinaba a fijar la puntería sobre un blanco determinado [...] Un trío de jefes a caballo apareció del lado de Yujra y su presencia fue saludada con grandes ovaciones. Entonces di la señal [...] Todas las ametralladoras y todos los fusiles abrieron fuego simultáneamente [...]La sorpresa fue total sembrando la muerte y el pánico". Teniente paraguayo Facetti en (Querejazu Calvo, 1981, p. 57)

### Batalla de Boquerón
Fue lugar de la batalla de Boquerón del 9 al 29 de septiembre de 1932, la cual fue la primera batalla de la guerra del Chaco y acabó con la victoria decisiva del ejército paraguayo, victoria que motivo y llevó al Paraguay hacia la victoria en la contienda.

### Bajas
La batalla de Boquerón dejó un saldo de alrededor de 1.000 a 3.000 bajas en el ejército paraguayo, por otro lado en el ejército boliviano se creen que fueron entre 600 a 800 bajas.

## Celebración
El 29 de septiembre es feriado nacional en Paraguay en recordación de la batalla de Boquerón por ser la primera acción bélica de la guerra del Chaco e inicio de la recuperación del Chaco Boreal y expulsión del ejército invasor.